# Хронологија Народноослободилачке борбе октобар 1942.
Хронолошки преглед важнијих догађаја везаних за Народноослободилачку борбу народа Југославије, који су се десили током октобра месеца 1942. године:
| ← септембар | ← септембар | ← септембар | ← септембар | ← септембар | ← септембар | ← септембар | ← септембар | ← септембар | Хронологија Народноослободилачке борбе у 1942. | Хронологија Народноослободилачке борбе у 1942. | Хронологија Народноослободилачке борбе у 1942. | Хронологија Народноослободилачке борбе у 1942. | Хронологија Народноослободилачке борбе у 1942. | Хронологија Народноослободилачке борбе у 1942. | Хронологија Народноослободилачке борбе у 1942. | Хронологија Народноослободилачке борбе у 1942. | Хронологија Народноослободилачке борбе у 1942. | Хронологија Народноослободилачке борбе у 1942. | Хронологија Народноослободилачке борбе у 1942. | Хронологија Народноослободилачке борбе у 1942. | Хронологија Народноослободилачке борбе у 1942. | Хронологија Народноослободилачке борбе у 1942. | Хронологија Народноослободилачке борбе у 1942. | новембар → | новембар → | новембар → | новембар → | новембар → | новембар → | новембар → |
| 1           | 2           | 3           | 4           | 5           | 6           | 7           | 8           | 9           | 10                                             | 11                                             | 12                                             | 13                                             | 14                                             | 15                                             | 16                                             | 17                                             | 18                                             | 19                                             | 20                                             | 21                                             | 22                                             | 23                                             | 24                                             | 25         | 26         | 27         | 28         | 29         | 30         | 31         |

### 2. октобар
- У току ноћи 2/3. октобра у селу Трнову, код Мркоњић Града, четници на превару ухватили и потом убили тројицу руководилаца из Треће санџачке ударне бригаде — Владимира Кнежевића Волођу (1915—1942), команданта бригаде; Рифата Бурџовића Тршу (1913—1942), заменика политичког комесара бригаде и Томаша Жижића (1909—1942), команданта Четвртог батаљона. После убиства, четници су њихова тела бацили у провалију звану „Грујића јама“, дубоку преко двадесет метара. Партизани дуго нису знали шта се десило са њима, веровали су да су заробљени и одведени у Бања Луку, а њихова имена су се налазила и на списковима за размену са Немцима. Касније су сумњали да су убијени од четника, али је тек фебруара 1943. године откривена права истина о њиховом страдању, када је Команда мркоњићког подручја ухватила њихове убице. После рата, Кнежевић, Бурџевић и Жижић проглашени су за народне хероје.[1][2][3][4]

### 3. октобар
- У селу Уништа, близу Босанског Грахова формирана је Друга далматинска ударна бригада.
- У борби са четницима код села Буковице, близу Тузле, погинуо Омер Маслић (1913—1942), заменик политичког комесара Трећег батаљона Шесте источнобосанске ударне бригаде и народни херој.
- ЦК КПЈ упутио Блажу Јовановића и Душана Мугошу, као своје делегате на Прву земаљску конференцију КП Албаније, која је одржана у марту 1943. године. Они су у Албанију стигли 16. децембра и тамо радили на учвршћивању КП Албаније и организовању конференције.

### 5. октобар
- У Максимирској шуми, код Загреба, усташе стрељале шест средњошколаца, који су били осуђени због припреме убиства усташког функционера Ивице Краља и сарадње са Народноослободилачким покретом.
- У ноћи 5/6. октобра, у близини села Бродац Доњи, код Бијељине, Шеста источнобосанска бригада се преко Саве пребацила у Срем. Потиснута борбама са четницима, Штаб бригаде је донео одлуку да се главнина бригаде (Први и Трећи батаљон) пребаци преко Саве и повеже са сремским партизанима. У источној Босни је остао Други батаљон са политичким комесаром бригаде Цвијетином Мијатовићем. Одмах по преласку Саве, бригада се повезала са борцима Босутске партизанске чете, а недуго потом Угљеша Даниловић, члан Покрајинског комитета КПЈ за БиХ, који се пребацио заједно са бригадом, повезао се са Штабом Трећег сремског одреда. Прелазак бригаде у Срем имао је велики војно-политички значај у повезивању партизана Срема и источне Босне, као и даљег развоја Народноослободилачке борбе у овим крајевима.[5][6][7]

### 7. октобар
- Јединице Прве пролетерске и Треће крајишке бригаде и Четвртог крајишког партизанског одреда ослободиле Кључ. У овој борби убијено је 80, а заробљено 90 усташа; заплењен један тенк и други ратни материјал.

### 11. октобар
- У селу Будићима код Пакраца, формирана је Прва славонска ударна бригада.

### 13. октобар
- У Љубљани стрељан Валентин Рожанц (1895—1942), активиста Комунистичке партије Словеније и народни херој.

### 14. октобар
- На Филиповом путу, који кроз Босутску шуму води од Јамене до Моровића, Главнина Шесте источнобосанске бригаде, Први (фрушкогорски) батаљона Трећег сремског одреда и Босутска партизанска чета разбиле немачки батаљон 718. дивизије, јачине 180 људи, који је дошао из правца Јамене. Немци нису очекивали партизане, што је унело забуну у редовима њихове претходнице, али су се брзо консолидовали доласком главнине својих снага. У жестоким борбама, које су трајале пет сати, немачки батаљон је био разбијен и у деловима се повукао у правцу Јамене. Уз знатне губитке на обе стране, партизани су запленили знатан ратни материјал — читаву комору, једну радио-станицу, два минобацача са 150 мина, четири пушкомитраљеза, већи број пушака и око 10.000 метака.[8][9][10]

### 15. октобар
- Формирана је Шеста приморско-горанска бригада.

### 17. октобар
- У Дрвару одржана свечаност на којој је Врховни командант НОП и ДВ Југославије Јосип Броз Тито извршио смотру Друге пролетерске ударне бригаде и њеном команданту Љубодрагу Ђурићу предао бригадну заставу, која је потом предата првом заставнику бригаде Михаилу Вукајловићу. Након смотре бригаде Тито је борцима одржао говор.
- Јединице Прве и Друге бригаде Прве оперативне зоне Хрватске водиле су тешке борбе против јаких италијанских снага, из Прве брдске дивизије и Дивизије „Ломбардија“, кдо Перјасице и Полоја на Кордуну. После дводневних борби, непријатељ је био принуђен да се повуче у Карловац. У овим борбама погинуло је око 200, а заробљено око 50 италијанских војника; а заплењен је један тенк, две пољска топа, седам камиона и друга ратна опрема.

### 22. октобар
- Напад НОВЈ на Глину октобра 1942.

### 23. октобар
- Јединице Друге и Четврте бригаде Прве оперативне зоне Хрватске ликвидирале су јако непријатељско упориште у селу Тушиловићу, на Кордуну. У овој борби убијено је 50, а заробљено 430 усташко-домобранских војника.

### 28. октобар
- Приликом напада Прве и Друге пролетерске и Четврте крајишке бригаде на италијанско-четничке снаге у Босанском Грахову, погинуо Радиша Радосављевић Шоша (1919—1942), борац Друге пролетерске ударне бригаде и народни херој.

### 29. октобар
- У близини подкозарског села Буковица, на Лакташа, заробљени домобран убио команданта Пролетерског батаљона Босанске крајине Хусеина Хоџића (1913—1942), народног хероја.[11]